# Alliance démocratique nationale (Inde)
Pour les articles homonymes, voir Alliance démocratique nationale.
L'Alliance démocratique nationale ou NDA (anglais : National Democratic Alliance, hindi : राष्ट्रीय जनतांत्रिक गठबंधन) est une coalition indienne de partis politiques du centre droit à l'extrême droite en Inde. Le parti principal de la NDA est le Bharatiya Janata Party (BJP). Elle compte aujourd'hui 29 autres partis. 
Après avoir gouverné l'Inde de 1998 à 2004, la NDA a passé dix années dans l'opposition. Elle a remporté 336 sièges à la Lok Sabha lors des élections de 2014, dont 282 pour le seul BJP (soit la majorité absolue). Son candidat, Narendra Modi, a été nommé  Premier ministre le 20 mai 2014.

## Partis membres

Les gouvernements des États indiens par alliance :
… dirigé par le BJP
… dirigé par un allié du BJP
… dirigé par le Congrès
… dirigé par un allié du Congrès
… dirigé par le Front de gauche
… dirigé par un autre parti

Partis représentés à la Lok Sabha
- Bharatiya Janata Party (282 sièges)
- Shiv Sena - Maharashtra (18)
- Telugu Desam Party - Andhra Pradesh (16) : après avoir quitté la NDA pendant une dizaine d'années, le TDP l'a rejoint en 2014
- Lok Janshakti Party - Bihar (6) : a également rejoint la NDA en 2014 après l'avoir quitté
- Shiromani Akali Dal - Pendjab (4)
- Rashtriya Lok Samata Party - Bihar (3)
- Apna Dal - Uttar Pradesh (2)
- Naga People's Front - Nagaland (1)
- National People's Party - Meghalaya (1)
- Pattali Makkal Katchi - Tamil Nadu (1)
- Swabhimani  Paksha - Maharashtra (1)
- All India NR Congress - Puducherry (1)

Partis non représentés à la Lok Sabha
- DMDK - Tamil Nadu
- Haryana Janhit Congress - Haryana
- Marumalarchi Dravida Munnetra Kazhagam - Tamil Nadu
- IJK - Tamil Nadu
- KMDK - Tamil Nadu
- RPI (Athawale) - Maharashtra
- Jana Sena - Andhra Pradesh
- United Democratic Front (Mizoram)
- Gorkha Janmukti Morcha - Bengale-Occidental
- Manipur People's Party - Manipur
- Revolutionary Socialist Party (Bolshevik) - Kerala
- Maharashtrawadi Gomantak Party - Goa
- Kerala Congress (Nationalist) - Kerala

Anciens membres de la NDA qui ont quitté l'alliance
- Jammu & Kashmir National Conference : s'est retiré en 2002
- Dravida Munnetra Kazhagam - a rejoint le Congrès pendant les élections de 2004, s'est présenté seul en 2014
- All India Anna Dravida Munnetra Kazhagam : a rejoint le Congrès pendant les élections de 1999 ; a ensuite de nouveau rejoint la NDA en 2004 mais l'a quitté après la défaite ; a rejoint le Troisième front avant les élections de 2009 puis s'est présenté seul en 2014
- Pattali Makkal Katchi : a rejoint le Congrès pendant les élections de 2004
- Indian Federal Democratic Party : après les élections de 2004 a fusionné avec le Kerala Congress, allié avec le Front de gauche
- Trinamool Congress - Bengale occidental : a quitté la NDA en 2007, a rejoint le Congrès pendant les élections de 2009 puis s'est présenté seul en 2014
- Biju Janata Dal - Orissa : a quitté la NDA avant les élections de 2009
- Indian National Lok Dal : a quitté la NDA en 2009 en raison d'un désaccords sur les candidatures lors des élections en Haryana
- Rashtriya Lok Dal - Uttar Pradesh : a rejoint le Congrès pendant les élections en Uttar Pradesh de 2012
- Janata Dal (United) - Bihar : s'est retiré en 2013, anticipant sur la nomination de Narendra Modi comme candidat au poste de Premier ministre par le BJP[2]